# Goniothalamus bygravei
Goniothalamus bygravei este o specie de plante din genul Goniothalamus, familia Annonaceae, descrisă de Ian Mark Turner și Richard M.K. Saunders. Conform Catalogue of Life specia Goniothalamus bygravei nu are subspecii cunoscute.